# Дурок
Дурок је најраспрострањенија раса свиња у САД-у и Канади. Настала је половином 19. века на подручју држава Њујорк, Њу Џерзи и Масачусетс.
Назив су добиле по француском генералу Жерору Дуроку.

## Порекло
Највећи значај у стварању расе дурок су имали црвена џерзи свиња и стара дурок свиња. Због тога је ова раса све до Другог светског рата називана дурок-џерзи раса. Из давне 1812. године постоје записи да су велике "црвене свиње" узгајане у Њујорку и Њу Џерзију. Велика легла и способност брзог раста биле су карактеристике које је дурок поседовао од самог почетка. 1823. године Исак Фринк из Милтона, округ Саратога у држави Њујорк, добио је од Харија Келсија младог црвеног нераста. Келси је поседовао чувеног касачког коња по имену Дурок, па је Фринк назвао свог црвеног нераста у част коња. Овај нераст био је познат по својој глаткој чекињи и квалитету трупа. Његово потомство наставило је име дурок и многи од њих су наследили његову боју, брз раст и рано сазревање, велики телесни оквир, широку шунку и плећку, као и благ темперамент. Дурок је био мањи од црвене џерзи свиње, са финим костима и бољим квалитетом трупа. Почев од раних 1860-их, дуроци су настали планским укрштањем ове две, веома различите, расе. 
Прва организација у сврху прикупљања података, побољшања и промоције црвених свиња била је Америчка асоцијација Дурок-Џерзи, која је основана 1883. На светском сајму у Чикагу 1893. године, дурок је стекао широку популарност на првом успешном сајму свиња. 
У Великој Британији је било два покушаја увоза и узгоја дурока. Први се догодио почетком седамдесетих, али без неког нарочитог успеха. Поново су увезени почетком осамдесетих а MLC је предузео свеобухватно испитивање како би проценио утицај дурока као терминалне расе за мележење. Утврђено је да се на британском тржишту свежег свињског меса дурок не може користити у чистој раси већ само за укрштање. Са развојем дурок укрштених нерастова, произведен је велики број назимица мелеза, које су биле одговарајуће за оне произвођаче који су држали свиње екстензивно (слободно, на испаши). То је резултирало програмима узгоја и селекције који је створио британског дурока, фокусираног на карактеристике женских линија а не на устаљене, традиционалне особине терминалних нерастова. Дурок је затим пронашао одговарајуће место у британском сточарству, што је резултирало стварањем јединствене британске верзије дурока. Њихова густа чекиња кестењасте боје и дебела кожа, омогућавали су им да поднесу хладне и влажне британске зиме. Ова чекиња се током лета губи, што јој помаже да поднесе топла и сува лета. У Британији су сви чистокрвни дуроци црвене боје, а развој тзв. "белог дурока" постигнут је укрштањем са белим расама свиња.

## Грађа тела
Стари тип дурока је био великих димензија и достизао телесну масу од 500 кг. Данашњи тип је изразито месната раса, средњег до великог формата, са нешто већим садржајем интрамускуларне масти у мишићима (3-4%). Квалитет полутки није на нивоу белих меснатих раса, али је задовољавајући. Месо је нешто грубљих мишићних влакана. Има мањи садржај поткожне масти. Леђна линија је повијена. Уши су мале и клопаве. Има веома чврсте ноге, нешто крупније кости и стрме ставове ногу, тако да је дурок прилагођен условима на паши. Длака јој је равна, глатка и сјајна. Боја дурока је црвена, са свим нијансама од светле до тамноцрвене нијансе махагонија.

## Плодност
Крмача праси 8-12 прасади по леглу. Крмаче су врло добре и брижне мајке и угњечења прасади су врло ретка. Карактеристично је за нерастове ове расе да производе мању количину ејакулата али је концентрација сперматозоида у ејакулату знатно већа него код нераста других раса. О томе се при коришћењу нераста ове расе мора водити рачуна, нарочито када се примењује вештачко осемењавање. Тада треба правити веће разређивање од уобичајеног. Добри су резултати парења крмаче расе дурок и нераста ландрас расе, јер се добијају крупна прасад која на дан рођења имају телесну масу од 1,6-2 кг.

## Коришћење
У Европи, дурок се користи углавном за мележење. У Данској је последњих година то једина раса која се користи у националном програму као терминална раса, што је и код нас случај. Први увоз дурока у Србију је извршен 1977. године и потом у још неколико наврата.

## Галерија
- Нераст расе дурок, тежине 420 кг, у боксу, у центру за Вештачко осемењавање (2005. године)
- Нераст расе дурок, стар 2 године, приликом скока на вештачку крмачу (фантома) (2005. године)